# Pidonia telephia
Pidonia telephia là một loài bọ cánh cứng trong họ Cerambycidae.